# Przetacznik bobownik
Przetacznik bobownik (Veronica anagallis-aquatica L.) – gatunek rośliny z rodziny babkowatych. Występuje na niemal całym Starym Świecie w Europie, Azji i Afryce, a poza tym jako introdukowany na rozległych obszarach obu Ameryk i w Nowej Zelandii. W Polsce roślina pospolita na niżu i w niższych położeniach górskich.

## Morfologia

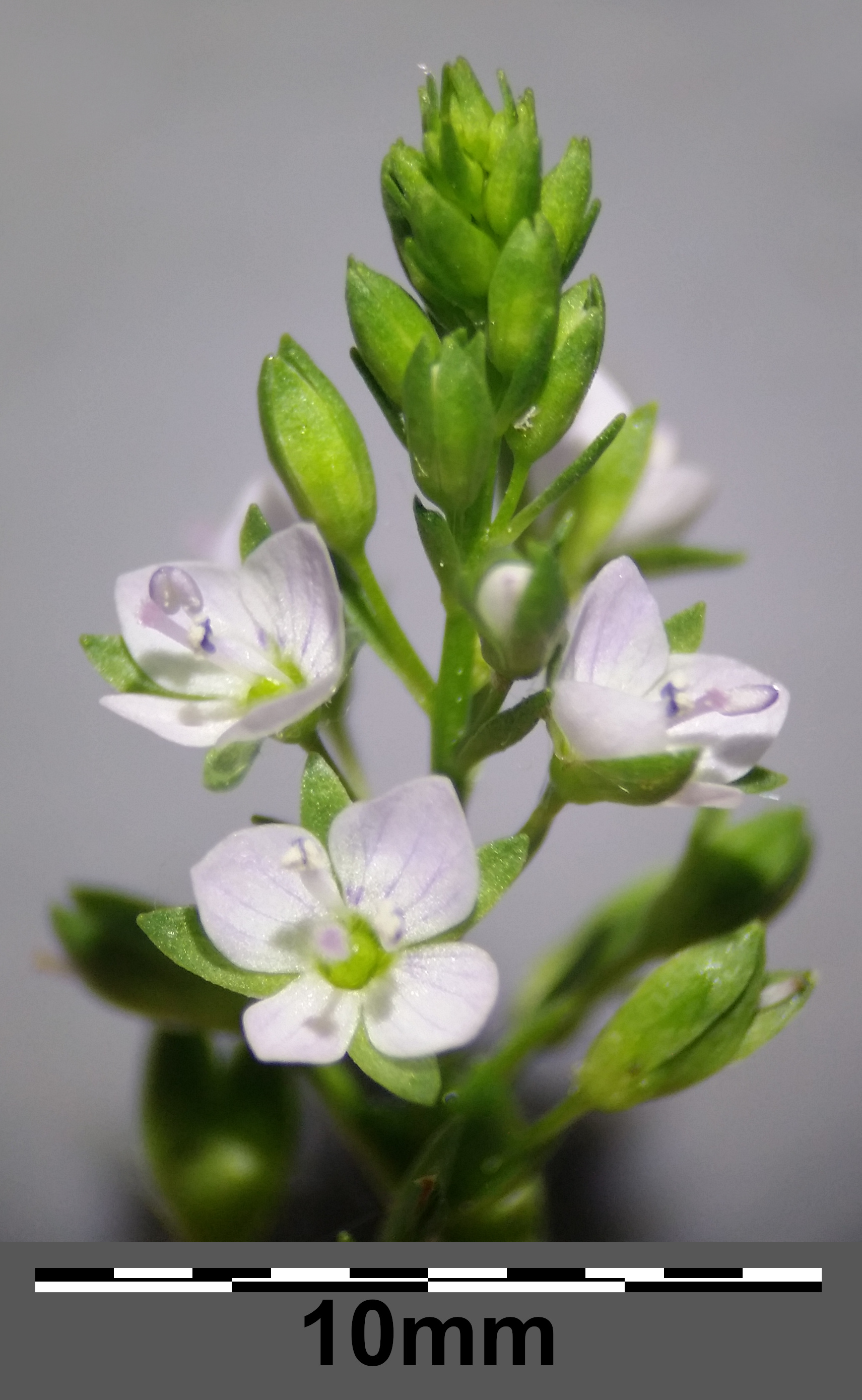
Fragment kwiatostanu

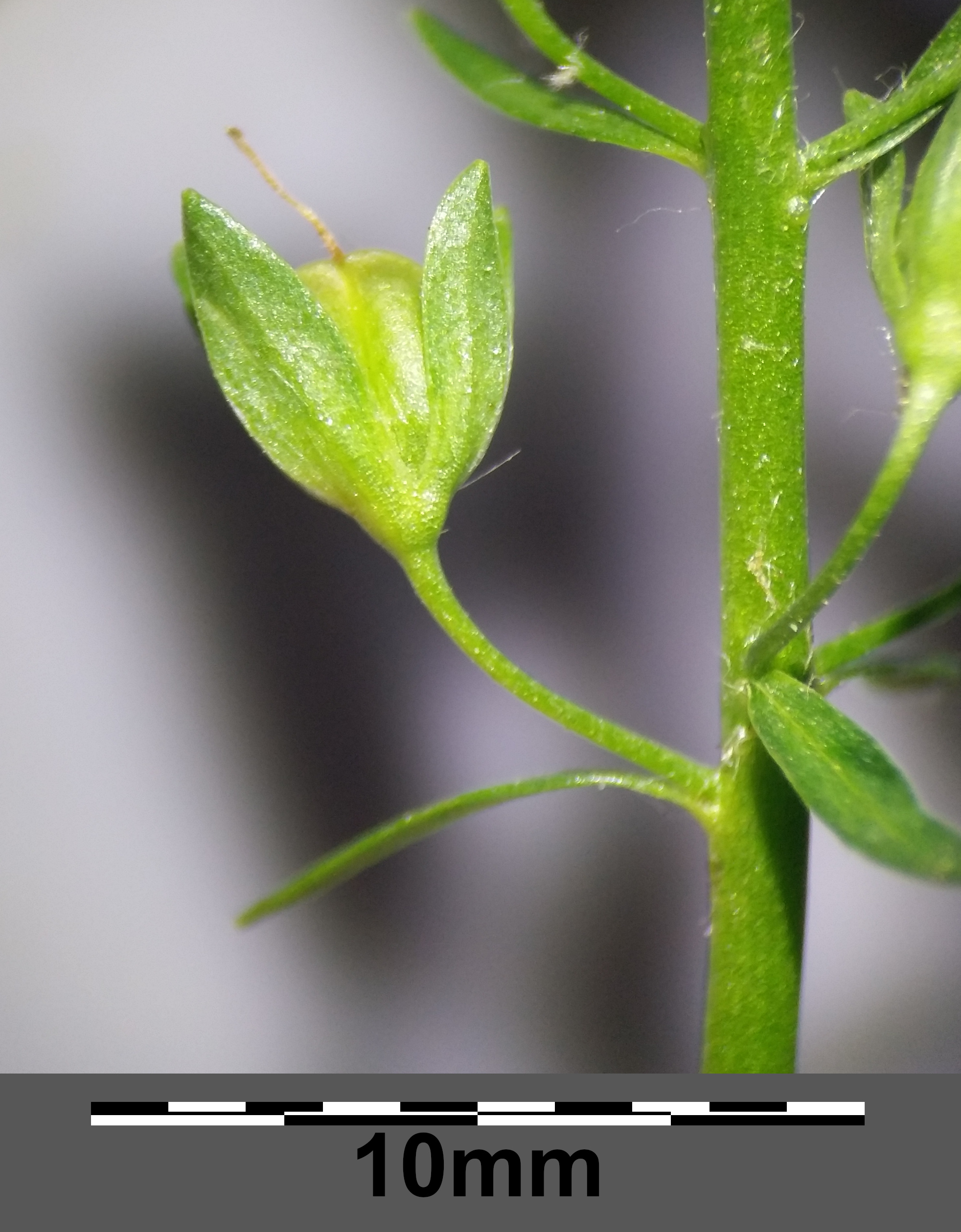
Dojrzewający owoc

ŁodygaDęta, niewyraźnie czterokanciasta, zielona, rzadziej w dole zaczerwieniona, zwykle naga. U roślin wynurzonych gruba i sztywna, u zanurzonych cienka i wiotka. Bardzo zmienna też pod względem długości osiągając od 15 do 200 cm, przy czym najczęściej od 50 do 100 cm.
LiścieNaprzeciwległe, siedzące i nasadą wpół obejmujące łodygę, czasem jednak dolne liście na łodydze i bocznych odgałęzieniach na krótkim ogonku. Blaszki są jajowato lancetowate lub odwrotnie jajowato lancetowate. Zwykle piłkowane niewyraźnie lub ostro, rzadziej całobrzegie, na wierzchołku tępe lub zaostrzone.
KwiatyZebrane w groniaste kwiatostany wyrastające z kątów górnych liści naprzeciwlegle. Grona są wydłużone, odstają ukośnie od łodygi i wznoszą się ku górze. Kwiaty osadzone są na cienkich szypułkach długości 4–6 mm, ustawionych ukoście do osi grona. Wsparte są przysadkami bardzo wąskimi i ostrymi, znacznie krótszymi od szypułek. Działki kielicha są 2–3 razy krótsze od szypułek, lancetowate. Korona jest płaska, o średnicy 4–7 mm, jasnoniebiesko-fioletowa, rzadko bladoróżowa, z ciemnymi żyłkami. Pręciki są dwa, o nitkach rozszerzających się wrzecionowato, u nasady białych, wyżej zabarwionych.
OwoceOwocem jest nieco spłaszczona bocznie, zaokrąglona lub jajowata torebka na szczycie płytko, ale ostro wycięta i tu z szyjką słupka długości 1,5–2 mm. Sama torebka osiąga 2,5–4 mm długości. Torebka w czasie owocowania otoczona jest wzniesionymi działkami kielicha nieco od niej dłuższymi. Nasiona są jajowato-okrągławe, spłaszczone, żółtobrunatne, o średnicy około 0,6 mm.
Gatunek podobnyPrzetacznik wodny V. catenata rosnący w podobnych siedliskach. Różni się często czerwono nabiegłą i owłosioną łodygą. Osie kwiatostanów podczas owocowania są silnie odgięte i luźne. Przysadki są lancetowate, czasem niewiele krótsze od szypułek, te są silnie (nierzadko pod kątem prostym) odstające od osi grona. Działki na owocach odstają lub są odgięte.

## Biologia i ekologia
Bylina, hemikryptofit i hydrofit. Kwitnie od czerwca, czasem od maja, do sierpnia, czasem do października. Rośnie w różnych siedliskach nad wodami i w miejscach mokrych – na źródliskach, brzegach rowów, strumieni i rzek, zasiedlając strefę lądową, błotną i rosnąc też jako roślina wodna, zanurzona (f. submersa). W klasyfikacji zbiorowisk roślinnych Europy Środkowej gatunek charakterystyczny dla Ass. Sparganio-Glycerion fluitantis, forma zanurzona jest typowa dla zespołu Ranunculo Sietum erecto-submersi.
Liczba chromosomów 2n = 18, 36.